# Bucculatrix chrysanthemella
De struikmargrietooglapmot (Bucculatrix chrysanthemella) is een vlinder uit de familie ooglapmotten (Bucculatricidae). De wetenschappelijke naam is voor het eerst geldig gepubliceerd in 1896 door Rebel.
De soort komt voor op de Canarische Eilanden en is geïntroduceerd in Frankrijk, Italië, het Verenigd Koninkrijk en Finland.